# یواس‌سی‌جی‌سی آلرت (دبلیوام‌ئی‌سی-۶۳۰)
یواس‌سی‌جی‌سی آلرت (دبلیوام‌ئی‌سی-۶۳۰) (به انگلیسی: USCGC Alert (WMEC-630)) یک کشتی بود که طول آن ۲۱۰ فوت ۶ اینچ (۶۴٫۱۶ متر) بود. این کشتی در سال ۱۹۶۹ ساخته شد.